# Zweierpasch
Zweierpasch ist eine deutsch-französische Hip-Hop-Band aus dem Grenzgebiet zwischen Freiburg im Breisgau, Kehl und Straßburg (Oberrhein). Sie ist seit 2018 Preisträger des Adenauer-de Gaulle-Preises und wurde 2017 zu Freiburgs Band des Jahres gewählt. Sie besteht neben den eineiigen Zwillingen Till und Felix Neumann (* 19. Oktober 1983 in Heilbronn) aus einer fünfköpfigen Musikgruppe. Ihre Texte sind sowohl deutsch als auch französisch. Ihre Stilrichtung wird als „World HipHop“ bezeichnet und vereint Rap mit Weltmusik, Reggae und Funk. Neben Konzerten initiiert die Band auch grenzüberschreitende Projekte und Musikwettbewerbe. 2024 wurden sie für ihre Verdienste um die französische Kultur und Sprache durch Premierminister Gabriel Attal zu Chevaliers des Palmes Académiques (Ritter im nationalen Orden für Promotion der Sprache) ernannt.

## Musikalischer Werdegang und Ausrichtung
Die Zwillingsbrüder gründeten Anfang der 2000er-Jahre mit weiteren Rappern und DJs im Odenwald zunächst die Hip-Hop-Formation Buddah Woofaz, bevor am 25. Dezember 2012 die heutige Gruppe Zweierpasch als eine zweisprachige, deutsch-französische Gruppe entstand. Musikalisch begleitet werden sie von ihrer Band aus der Grenzregion um Freiburg, Strasbourg und Mulhouse.
Im August 2013 veröffentlichte Zweierpasch anlässlich der deutsch-französischen Freundschaft (50 Jahre Élysée-Vertrag) das Album Alle guten Dinge sind 2 / Toutes les bonnes choses arrivent par 2 mit musikalischen Gästen aus Westafrika und Frankreich. Es wird vom Berliner Label Rummelplatzmusik vertrieben und enthält unter anderem den Song Grenzgänger/Frontalier. Den Rahmen dieses Liedes bilden Reden von Charles de Gaulle und Konrad Adenauer bei der Unterzeichnung des Elysée-Vertrages im Jahr 1963. Das Lied wurde im November 2013 in Schloss Bellevue vor dem deutschen Bundespräsidenten Joachim Gauck sowie im Juli 2014 beim Panikpreis-Bundesfinale der Udo-Lindenberg-Stiftung aufgeführt. Das dazu veröffentlichte Video zeigt die Zwillingsbrüder auf der Passerelle des Deux Rives zwischen Kehl und Straßburg, die als europäisches Friedenssymbol gilt.
Am 9. Mai 2014 veröffentlichte das Duo die XL-Single Mon Chemin / Friedenstauben, an deren Entstehung der mauretanische Sänger Monza beteiligt war. Veröffentlicht wurde darauf auch der Song Friedenstauben; darin treten Zweierpasch für das Friedensprojekt Europa und gegen Rassismus, Ausgrenzung und rechtsextreme politische Bewegungen wie den Front National ein.
Mit ihrem Song Kleine Helden aus dem Jahr 2015, den sie gemeinsam mit einem Kinderchor aus dem Viertel La Meinau in Straßburg aufgenommen haben, setzen sich Zweierpasch für die Aufnahme der Kinderrechte ins Grundgesetz ein. Auf Einladung der Stadt Freiburg präsentierten sie diesen zum 25. Weltkindertag am 20. September 2015 bei offiziellen Feierlichkeiten.
Im Juli 2017 erschien ihr Album Double Vie (Doppelleben) über das Label Rummelplatzmusik. Darin rappen die zweisprachigen Zwillingsbrüder über Krieg und Widerstand, Plastiktüten und Konsumwahn und befassen sich kritisch mit rechtspopulistischen und rassistischen Bewegungen in Europa (u. a. dem Front National und dem NSU). Als Gäste sind der gambische Reggaesänger Warrior Singhateh und der afghanisch-iranische Rapper Ajmal zu hören. Die erste Single der CD – Flagge auf Halbmast – ist ein Song über den französischen Widerstandskämpfer Jean Moulin (Résistance), den Mauertoten Ingo Krüger und ihren Kampf für Freiheit. Das Video zum Lied spielt in Schützengräben des Ersten Weltkriegs auf dem Hartmannswillerkopf im Elsass.
Im November 2019 veröffentlichte die Band über Jazzhaus Records das Studioalbum Un peu d'Amour. Darauf gefeatured sind der malische Künstler Master Soumy (bekannt aus dem Film Mali Blues), Kenny Joyner der Funkband FatCat, sowie Musiker der chilenischen Band El Flecha Negra und Engracio Villaver aus den Philippinen. Der Mitteldeutsche Rundfunk bezeichnete das Werk als ein „Album, das es in sich hat. Nicht einfach nur ein kritisches Album, sondern auch eine Reise durch die Welt“. Ihn ihrem Song Panzer Politik Poesie setzen sich Zweierpasch kritisch mit dem Thema Rüstungsexporte auseinander, zitieren Firmen wie Heckler und Koch oder Rheinmetall und prangern an, dass weltweit alle 14 Minuten ein Mensch durch eine deutsche Waffe stirbt. 2018 begleitete die Band den bundesweiten Protestlauf Frieden-Geht gegen Rüstungsexporte und spielte auf der Abschlusskundgebung vor dem Bundeskanzleramt in Berlin. In Fessengau fordern sie die Schließung des elsässischen Atomkraftwerk Fessenheim, in Plastique de Rêve erzählen sie die Reise einer Plastiktüte und machen auf die Umweltbedrohung durch Plastikmüll aufmerksam. Im Song zu hören ist auch die schwedische Klimaaktivistin Greta Thunberg.
Nach der Tötung von George Floyd durch Polizisten in den USA veröffentlichten Zweierpasch im Juli 2020 den Song Farbenrausch. Laut der Mittelbadischen Presse ist Farbenrausch ein „Anti-Rassismus-Song. Eine glasklare Ansage gegen Rechts. Ein Mahnmal für Hanau, Halle und Georg Floyd. Mit Bass, Bläsern und deutsch-französischem Rap“.
2022 feiert die Band ihr zehnjähriges Jubiläum. Dazu veröffentlichte sie zwei Tonträger: die EP Back to the Roots (Frühjahr 2022), produziert vom Freiburger Beatmaker Be Franky; und im Herbst das Album 22, für das sie mit den Producern Stefan Harth, Yoni Cyrus und Troove Prod zusammengearbeitet haben.

## Weitere Tätigkeiten
Seit 2006 leiten die Zwillingsbrüder Felix und Till Neumann in Schulen und Kulturzentren in Deutschland, Frankreich, Westafrika, Osteuropa und Asien interkulturelle Projekte, bei denen über Rhythmus, Sprache und Kreativität der grenzüberschreitende Austausch sowie die politische und kulturelle Bildung gefördert werden sollen. Im Winter 2012 waren die Brüder im Auftrag der deutschen Botschaft in Mauretanien, um in einem Rap-Projekt mit jungen afrikanischen Künstlern zu arbeiten. Im September 2013 zeichneten sie für das politische Bildungsprojekt Rap dich zur Wahl verantwortlich, das von mehreren Bundestagsabgeordneten unterstützt wurde.  2015, 2016 und 2019 tourten sie mit unterschiedlichen Musikern der jeweiligen Länder durch Kasachstan, die Ukraine und das westafrikanische Mali.

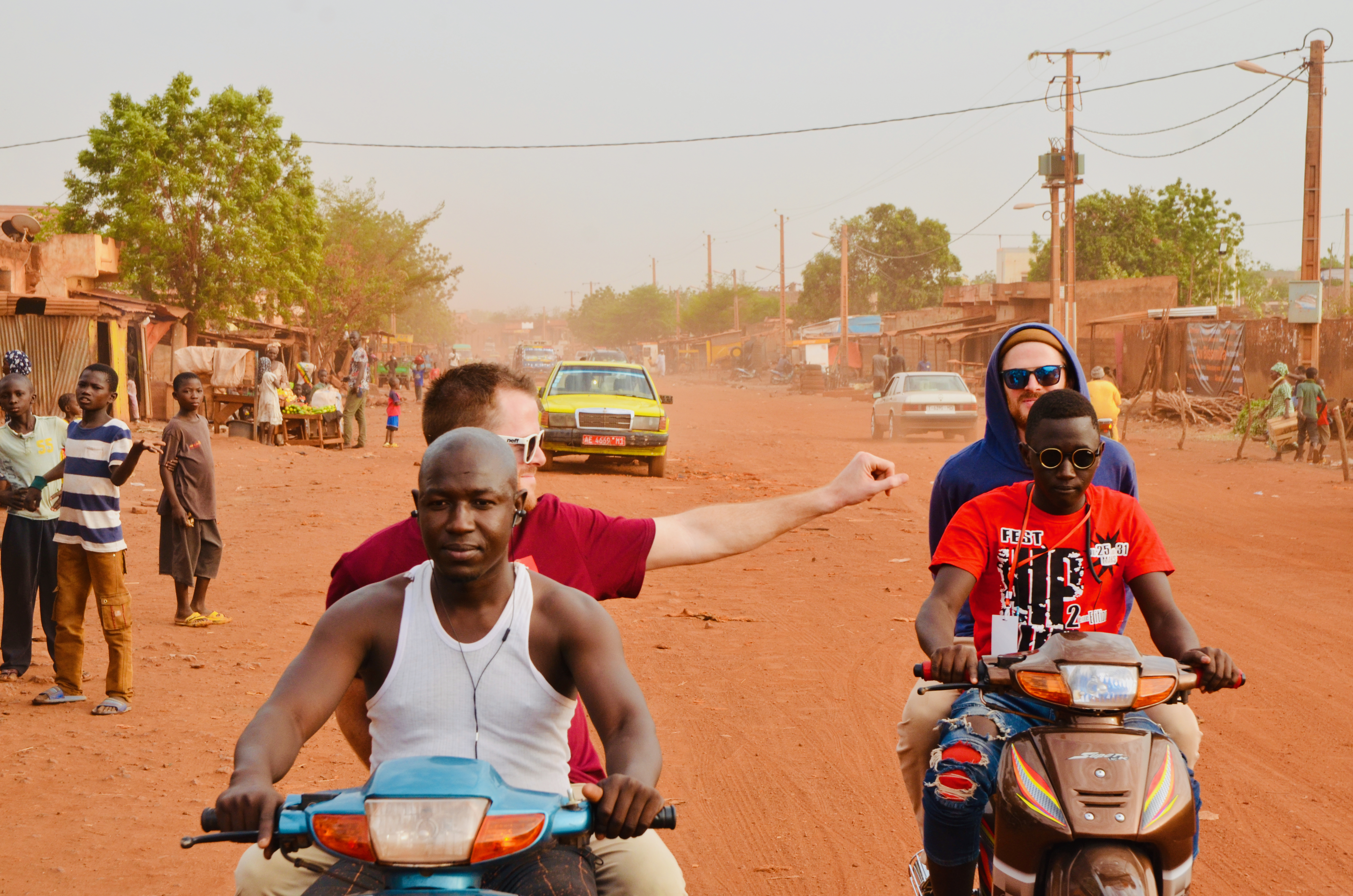
Zweierpasch in Bamako / Mali

Seit 2016 bieten Zweierpasch europäische Kreativwettbewerbe zur Förderung der kulturellen, sprachlichen und politischen Bildung an. An ihrem Projekt Rapconte - Deutsch-französischer Märchenrap nahmen 2016 zweitausend deutsche und französische Schüler aus dem Oberrhein teil. 2018 haben Till und Felix Neumann von Zweierpasch die „Ecole du Flow“ ins Leben gerufen, bei der Schüler aus Deutschland und Frankreich grenzüberschreitend kreativ werden und bei Gipfeltreffen vor- und miteinander auftreten. Es handelt sich dabei um den größten deutsch-französischen Kreativwettbewerb mit HipHop-Musik in Frankreich und Deutschland.
Im Juli 2019 machten Till und Felix Neumann mit der ersten Fill The Bottle Challenge in Deutschland bundesweit Schlagzeilen. In sechs Challenges sammelten sie 2019 mit Unterstützung zahlreicher Helfer in Freiburg im Breisgau und Kehl 55.000 Zigarettenstummel in Flaschen und verbreiteten diese unter dem Hashtag #FillTheBottle in den Sozialen Medien, um auf die dadurch entstehende Umweltverschmutzung aufmerksam zu machen.

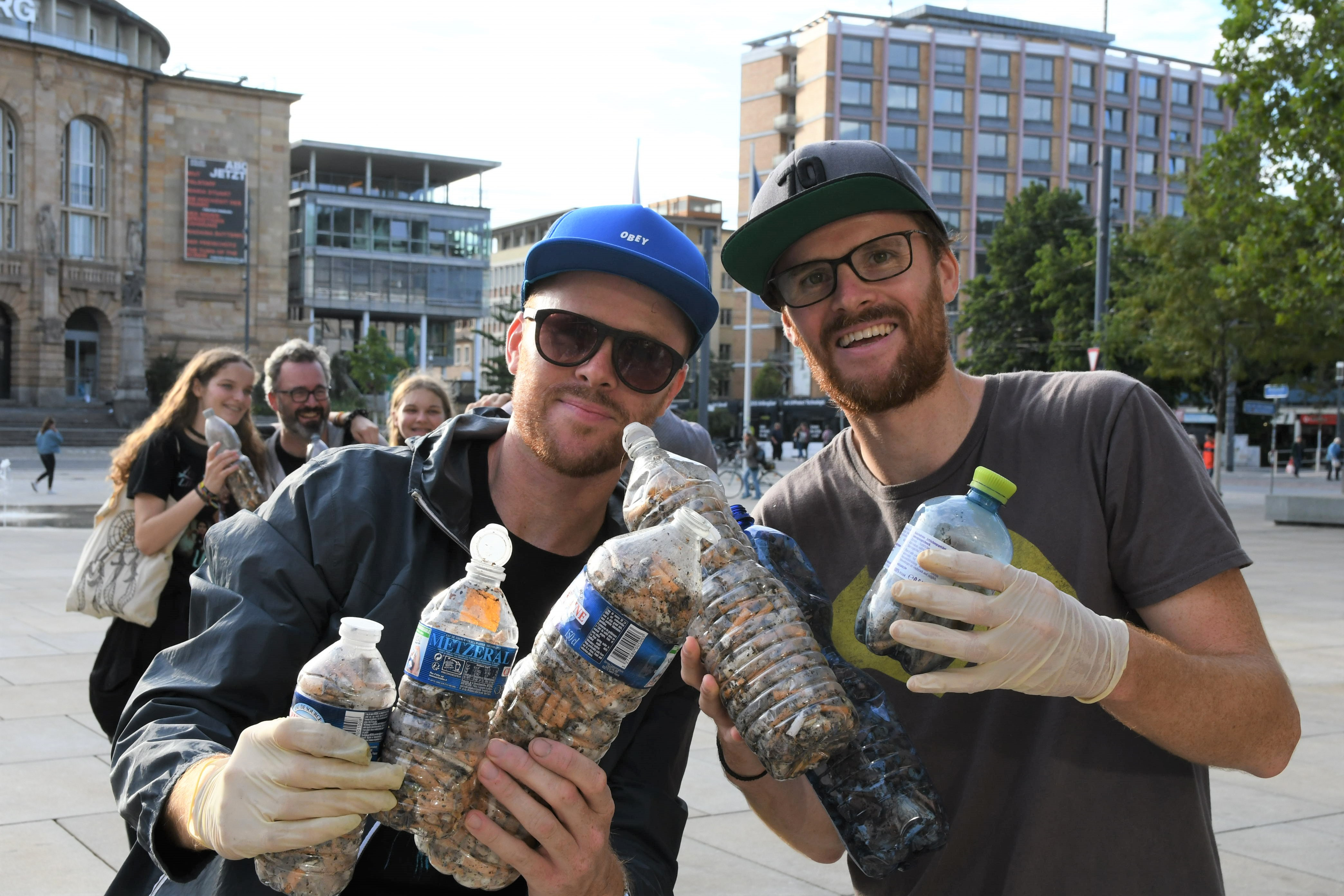
Felix und Till Neumann von Zweierpasch - Initiatoren der Fill The Bottle Challenges in Deutschland

Im Dezember 2019 veröffentlichten Zweierpasch die gemeinsam mit dem Modelabel Freiburgs Finest Streetwear entwickelte Snapback Cap22.
Die Band setzte sich während der Coronakrise 2020 im deutsch-französischen Grenzgebiet für eine Wiederöffnung der geschlossenen Grenzen ein. Sie wirkte dafür bei den „Regenschirm-Demos“ zwischen Kehl und Strasbourg mit und spielte einen Tag vor der Grenzöffnung am 14. Juni 2020 zum 35. Jahrestag der Schengener Verträge auf der Passerelle des Deux Rives. Begleitend dazu veröffentlichten sie den Song „Ouvrez les Frontières (Grenzsprenger)“, der Ausdruck ihres Protests ist.
Im März 2023 ist das Album 22 zum zehnjährigen Jubiläum der Band erschienen. Für das 12-Track-Album wurden Videos in Paris, Strasbourg und Freiburg gedreht. Zudem ein Video zum Track Sirenen auf dem Soldatenfriedhof in Kehl. Der Track befasst sich mit dem russischen Angriffskrieg auf die Ukraine und featured die ukrainische Geigerin Victoriia Stebluik und die ukrainische Tänzerin Kateryna Liednova.
Im September 2023 spielte Zweierpasch das erste Konzert in der Geschichte der Straßburger Straßenbahn. In der grenzüberschreitenden Tramverbindung Ligne D fuhr sie während ihrem Konzert durch die Straßburger Innenstadt über den Rhein bis nach Kehl. Begleitet wurde sie von einem französischen Filmteam. Das Konzert ist als Konzertfilm veröffentlicht.
Die Zwillingsbrüder haben beide einen Master der Albert-Ludwigs-Universität Freiburg bzw. der Universität Straßburg, Till Neumann als Journalist, Felix Neumann als Politologe.

## Auszeichnungen
- Das Album Alle guten Dinge sind 2 / Toutes les bonnes choses arrivent par 2 wurde im November 2013 für den Prix officiel franco-allemand des industries et commerces culturels nominiert, der von den deutschen und französischen Wirtschaftsministerien verliehen wird.[33]
- Im Juli 2014 erreichte Zweierpasch das Finale des von der Udo-Lindenberg-Stiftung ausgerichteten Panikpreises und spielte gemeinsam mit Udo Lindenberg und weiteren Künstlern ein Konzert in Calw.
- Im Mai 2015 Sieger des Fürstenberg Lokal Derby-Vorentscheids für Südbaden in Karlsruhe. Erreichen von Platz vier beim Regiofinale in Donaueschingen im Juni 2015.[34][35][36]
- Im November 2018 erreichten Zweierpasch mit dem Videoclip Fessengau (Stop Fessenheim) das Finale des Greenmotions Filmfestival in der Kategorie Kurzfilm. Damit wurde ihr Video unter 161 Beiträgen durch Jury und Publikum zu den besten fünf Kurzfilmen des Jahres gekürt. Im Wettbewerb 2019 nahm das Festival den Clip „Plastique de Rêve“ in sein Programm auf und lud Zweierpasch zu Vorführungen und Diskussionen zum Thema Plastikmüll als Bedrohung für die Umwelt ein.[37][38][39][40]
- 2017 wurden Zweierpasch zu „Freiburgs Band des Jahres“ gewählt. Die Wahl erfolgte als Hörervoting über den Radiosender Uni FM und wird mit dem „Goldenen Uhi“ prämiert.[41]
- Am 22. November 2018 wurden Zweierpasch im Quai d’Orsay in Paris mit dem Adenauer De Gaulle Preis für ihre besonderen Verdienste um die deutsch-französische Zusammenarbeit ausgezeichnet. Die Laudatio wurde gehalten von MdB Michael Roth, dem Beauftragten der deutschen Bundesregierung für deutsch-französische Angelegenheiten, und der französischen Europaministerin Nathalie Loiseau.[42][43]
- Im Mai 2021 wurden Zweierpasch für Schule ohne Rassismus – Schule mit Courage als Paten der Tullarealschule Kehl ernannt. 2022 übernahmen sie die Patenschaft auch für das Oberrhein Gymnasium Weil am Rhein.
- Im September 2023 wurden Zweierpasch als deutsch-französische Persönlichkeiten mit dem Markgräfler Gutedelpreis geehrt, der in Vergangenheit u. a. dem Zeichner Tomi Ungerer, Jean-Claude Juncker, dem Co-Nobelpreisträger für Chemie Stephan Hell und dem Fußballtrainer Christian Streich verliehen worden ist.[44]
- im März 2024 wurden Till und Felix Neumann durch den französischen Staat zu Rittern geschlagen. Frankreichs Premierminister Gabriel Attal verlieh ihnen die bedeutende Auszeichnung "Chevalier des Palmes Académiques" (Ritter im nationalen Orden für Promotion der Sprache) für ihre Verdienste um die französische Sprache und Kultur.[45][46][47]

## Diskografie
- 2011-09: Grenzgänger Frontalier (Single)
- 2013-08: Alle guten Dinge sind 2 / Toutes les bonnes choses arrivent par 2 (Album)
- 2014-05: Mon Chemin / Friedenstauben (XL-Single)
- 2015-08: Kleine Helden (Single)
- 2016-04: Rapconte – Deutsch-französischer Märchenrap (Album)
- 2017-06: Flagge auf Halbmast / Double Vie (Single)
- 2017-07: Double Vie (Album)
- 2018-01: Fessengau (Single)
- 2019-09: Lichter / Lichter Troove Remix (Single)
- 2019-10: Globetrotter / Indignez-Vous (Single)
- 2019-11: Plastique de Rêve / Doppeldecker (Single)
- 2019-11: Un peu d'Amour (Album)
- 2019-12: Globetrotter Troove Remix (Single)
- 2020-05: Fake (Single)
- 2020-06: Schwarze Medizin feat CBBP (Single)
- 2020-07: Farbenrausch (Single)
- 2020-10: Panzer Politik Poesie (Single)
- 2021-04: Clandestino / La Vida feat El Flecha Negra (Single)
- 2022-05: Back to the Roots (EP)
- 2022-05: La Joconde (Single)
- 2022-10: Le Feu (Single)
- 2022-11: Solange (Single)
- 2022-12: Sirenen (Single)
- 2023-01: Stil & Style (Single)
- 2023-02 :Parallel (Single)
- 2023-03: Benzin feat. Niklas Bastian (Single)
- 2023-03: 22 (Album)
- 2024-01: Positive Rebellion (Single)
- 2024-02: Wer Ich (Single)
- 2024-02: Ca va Rouler (Single)
- 2024-04: Einen Bauen (Single)